# Nannoniscus oblongus
Nannoniscus oblongus är en kräftdjursart som beskrevs av Georg Ossian Sars 1870. Nannoniscus oblongus ingår i släktet Nannoniscus och familjen Nannoniscidae. Inga underarter finns listade i Catalogue of Life.